# Purushottamnagar
Purushottamnagar é uma vila no distrito de Nandurbar, no estado indiano de Maharashtra.

## Demografia
Segundo o censo de 2001, Purushottamnagar tinha uma população de 3594 habitantes. Os indivíduos do sexo masculino constituem 53% da população e os do sexo feminino 47%. Purushottamnagar tem uma taxa de literacia de 78%, superior à média nacional de 59.5%: a literacia no sexo masculino é de 83% e no sexo feminino é de 71%. Em Purushottamnagar, 10% da população está abaixo dos 6 anos de idade.